# Pseudanostirus alpinus
Pseudanostirus alpinus is een keversoort uit de familie kniptorren (Elateridae). De wetenschappelijke naam van de soort werd voor het eerst geldig gepubliceerd in 1978 door Elena Gurjeva.